# Коронаційна медаль Короля Георга V
Коронаційна медаль Короля Георга V — пам'ятна британська медаль, започаткована у 1911 на честь коронації Георга V.

## Історія
Ця медаль стала першою в історії країни коронаційною медаллю, що видавалась особам, які не були присутні безпосередньо на коронації. Влада вирішила виготовити необхідну кількість медалей для вручення також і представникам країн Співдружності.
Також було випущено поліцейську версію медалі, яку отримали лондонські поліцейські, що були на чергуванні у день коронації.

## Опис
- Срібна медаль діаметром 32 мм. На лицьовому боці зображено профілі короля Георга V та його дружини Марії Текської
- На реверсі зображено королівську монограму й дату коронації.
- Стрічка темно-синя з двома тонкими червоними смугами в центрі.
  - Стрічка поліцейської версії медалі — червона з трьома вузькими синіми смугами.
  - Коронація відбулась 23 червня 1911 року.